# Rejon arski
Rejon arski (ros. Арский район, tatar. Arça Rayonı) - rejon w należącej do Rosji autonomicznej republice Tatarstanu.
Rejon leży w północno-zachodniej części kraju i ma powierzchnię 1843,7 km²; zamieszkuje go ok. 52,6 tys. osób (2018).
Ośrodkiem administracyjnym rejonu jest osiedle typu miejskiego Arsk. Oprócz niego na terenie tej jednostki podziału terytorialnego znajduje się 21 wsi.